# Le lande di ghiaccio
Le lande di ghiaccio è il primo della trilogia delle Terre Perdute, scritta da R.A. Salvatore, che vede come protagonisti Bruenor il nano, Wulfgar il barbaro, Drizzt l'elfo scuro e Regis l'halfling.

## Trama
Akar Kessel, un debole e balbuziente apprendista mago, trova per caso in mezzo ai monti la Reliquia di Cristallo, un antichissimo e potentissimo artefatto magico dotato di una volontà propria il cui unico desiderio è di dominare. Nel frattempo la vita scorre tranquilla per gli abitanti di Ten-Towns, che cinque anni prima hanno respinto un'invasione dei barbari che abitano la sterminata tundra che si estende per miglia e miglia. A proteggere le città ci pensano tre amici: Bruenor capo dei nani che abitano la Valle del Vento Ghiacciato, Drizzt Do'Urden l'unico elfo scuro che vive in superficie e Regis l'halfling l'unico esponente della sua razza in questo angolo di mondo. Nel gruppo entra anche Wulfgar, un imponente barbaro dotato di una forza eccezionale che Bruenor aveva risparmiato sul campo di battaglia. Insieme i quattro amici dovranno riuscire a far alleare i barbari e gli abitanti di Ten-Tows; solo in questo modo possono sperare di sconfiggere l'immensa armata creata da Akar Kessel col potere della Reliquia.